# Музей солидарности Сальвадора Альенде
Музей солидарности имени Сальвадора Альенде (иногда Музей Сальвадора Альенде; исп. Museo de la Solidaridad Salvador Allende, MSSA) — музей современного искусства в чилийском городе Сантьяго, открытый президентом Сальвадором Альенде в мае 1972 года по инициативе испанского искусствоведа Хосе Мария Морено Гальвана (1923—1981); между 1972 и 1973 годами сформировал фонд в 650 работ, но после событий 1973 года был закрыт, а часть коллекции была утрачена; с 1975 года функционировал как союз «Международный музей сопротивления имени Сальвадора Альенде», состоявший из чилийских эмигрантов на Кубе, в Испании и во Франции; был официально восстановлен в 1991 году под современным названием, а в 2004 году переехал во дворец «Palacio Heiremans».

## История и описание
В 1971 году в Чили прошла политико-культурная кампания «Operación Verdad»; в результате был создан комитет, в котором приняли участие латиноамериканские искусствоведы и интеллектуалы, включая писателя Карло Леви и критика Мариу Педроза. 17 мая 1972 года в помещениях Музея современного искусства в Сантьяго был открыт Музей солидарности; его коллекция стала результатом серии пожертвований, которые продолжали поступать и после открытия — что привело к проведению второй церемонии инаугурации, состоявшейся в августе 1973 года. До военного переворота в Чили, произошедшего в сентябре 1973 года, музейная коллекция уже насчитывала более 500 произведений.
После переворота музей открылся «в изгнании» — как «Музей сопротивления». Он проводил временные выставки в помещениях других институтов как социалистических, так и капиталистических стран. Так в 1977 году в Гаване прошла выставка «Bordadoras de la Vida y de la Muerte», которая затем была показана во Франции и в Испании, а в 1989 году Малагский университет предоставил свои помещения для экспозиции «Muestra Itinerante del Museo Salvador Allende». В марте 1990 года фонд «Fundación Salvador Allende» начал восстановление коллекции на территории Чили и в сентябре следующего года в помещении Национального музея изящных искусств прошла церемония формального (повторного) открытия музея имени Сальвадора Альенде. В 2005 году была создана ассоциация «Fundación Arte y Solidaridad», поскольку годом ранее музей получил собственное помещение — он переехал во дворец «Palacio Heiremans», построенный в 1925.